# 山齒鶉

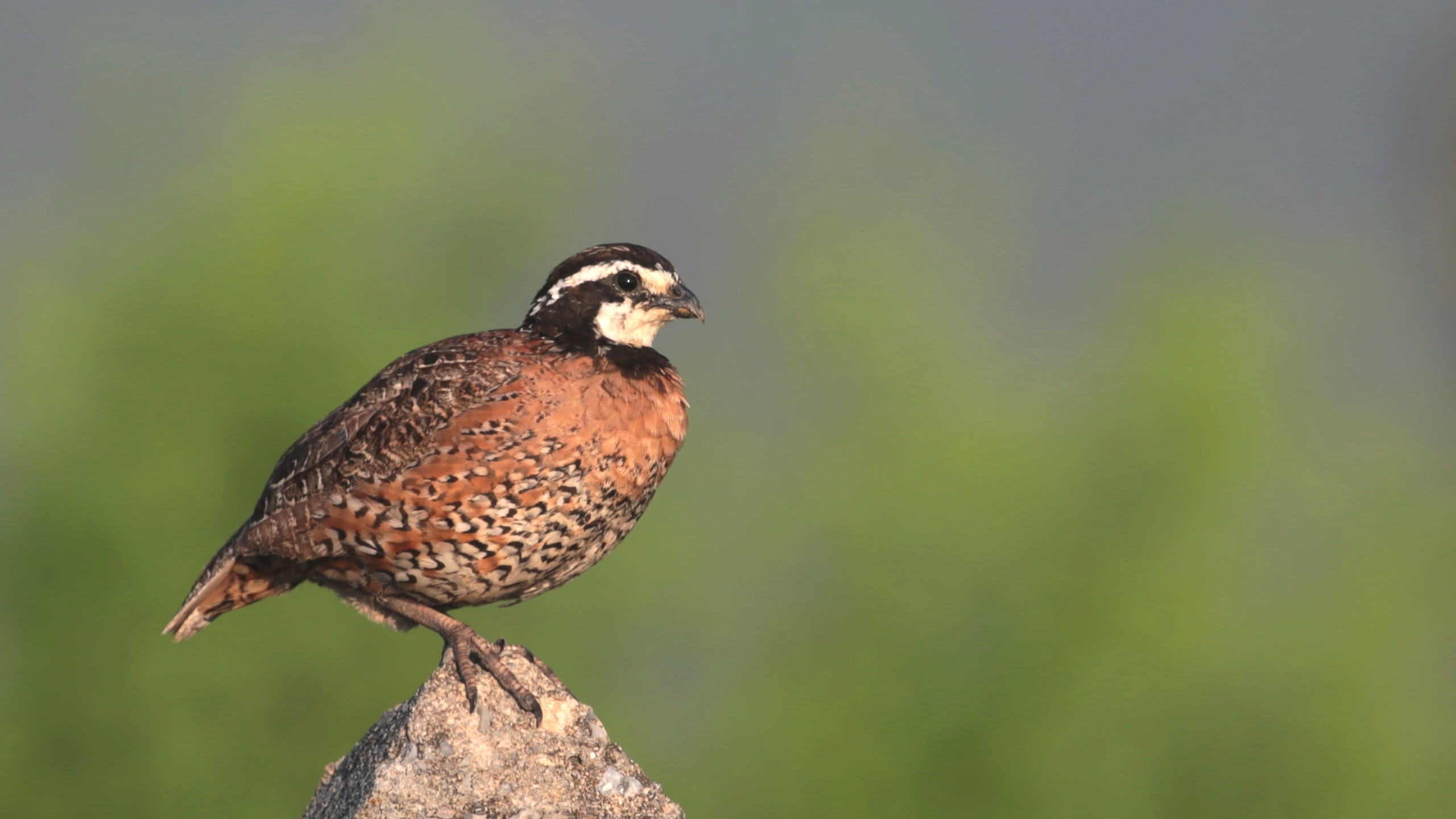
雄鳥

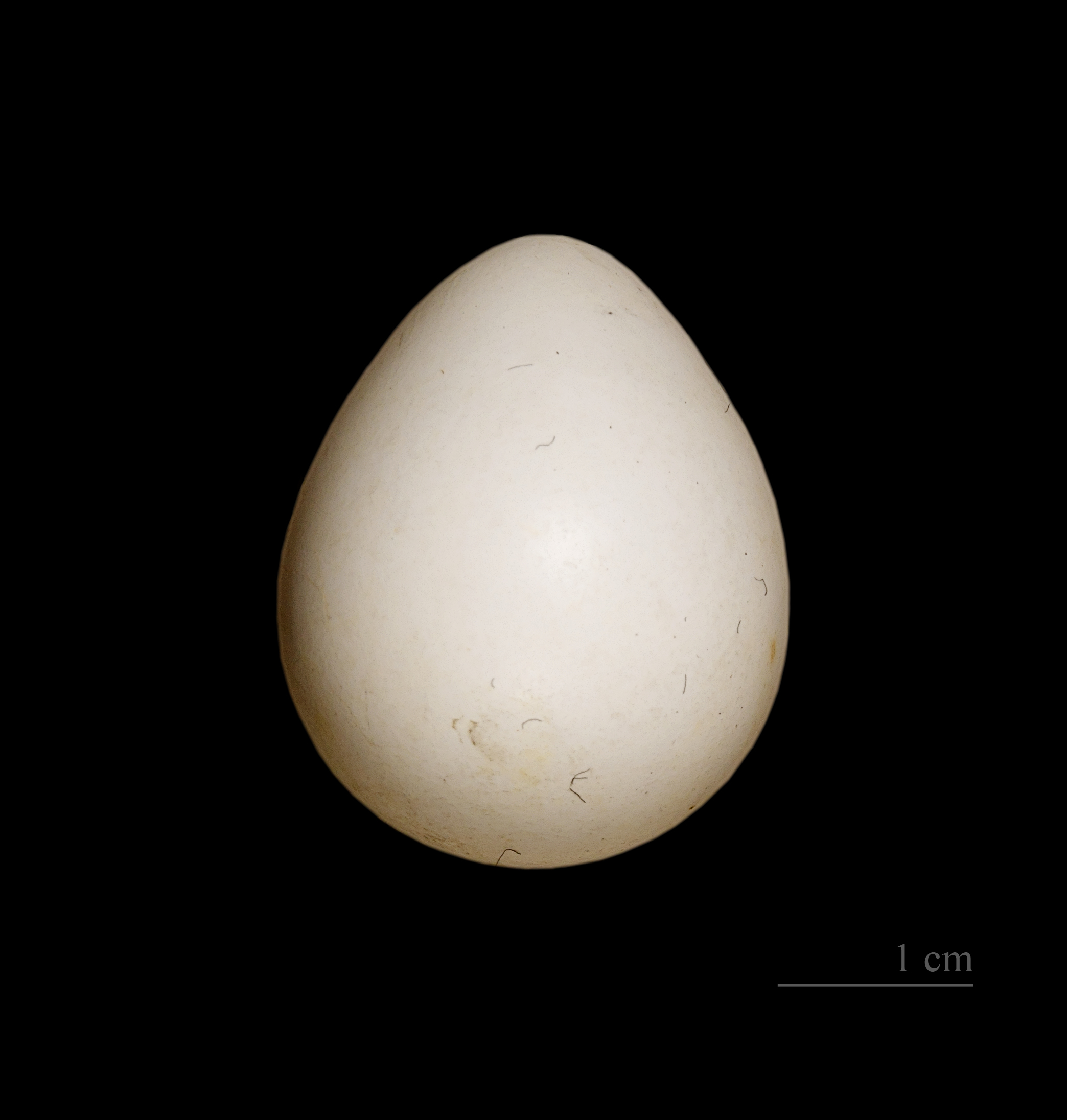
山齒鶉的蛋

山齒鶉（学名：Colinus virginianus），也叫北美鶉，是原住於北美洲、中美洲北部及加勒比海的一種陸上鳥類。牠們最初被分類在雉科中，現在則分類在齒鶉科中。

## 特徵
山齒鶉的眼睛後有深色的斑紋，雄鳥的斑紋是黑色的，雌鳥的則是褐色。雄鳥介乎斑紋之間的是白色，雌鳥的是黃褐色的。牠們的身體呈褐色，希黑色或白色的斑點。牠們平均重145-200克。
山齒鶉的叫聲清晰，很多時是由雄鳥於春天及夏天發出。其他的包括吱吱的哨聲。

## 分佈
山齒鶉主要棲息在針葉林、硬木林及草本林。其棲息地由墨西哥東至美國科羅拉多州，北至中西部北面及東北部。在美國南部，御穀是牠們主要的食糧。

## 繁殖
山齒鶉在非繁殖季節的群落是由5-30隻成員組成。在4月中開始的繁殖季節，牠們的群落會解散。此時牠們會與不明關係的異性成對的生活。約每日就會生蛋，23天後就會孵化。鳥蛋呈白色，末端比雞蛋較尖。
雄鳥及雌鳥都會孵蛋，但大多是由雌鳥負責。若第一次的蛋未能孵化，牠們會再生及孵蛋。若能成功孵化，雛鳥是很早熟的，出生後24小時就能離開鳥巢。繁殖季節一直到10月中，雌鳥可以生及孵三批蛋。

## 威脅
山齒鶉是很受歡迎的獵鳥，尤其是在美國南部。牠們是田納西州、喬治亞州及華盛頓的官方獵鳥。棲息地的破壞威脅著牠們的野外群落，牠們於是大量被飼養，作為捕獵之用。牠們頗受到捕獵的影響，在一些地區甚至全面消失。
山齒鶉若站著不動，在森林中是很難見到的。狐狸、郊狼、浣熊、負鼠、鷹、貓頭鷹及人類也會獵食牠們。

## 外部連結
- Gamebird Forum '09[永久]
- Audubon's Birds of America （页面存档备份，存于）
- Northern Bobwhite Quail
- 山齒鶉的相片及映片
- Cornell Lab of Ornithology （页面存档备份，存于）
- 山齒鶉的郵票 （页面存档备份，存于）
- The Northern Bobwhite Conservation Initiative （页面存档备份，存于）
- 山齒鶉的图片 （页面存档备份，存于）